# Ebersberg (Bawaria)
Ebersberg – miasto powiatowe w Niemczech, w kraju związkowym Bawaria, w rejencji Górna Bawaria, w regionie Monachium, siedziba powiatu Ebersberg.

## Geografia
Miasto jest położone w strefie przejściowej między Północnym Przedgórzem Alp, a Górnobawarskimi terasami żwirowymi, 33 km na wschód od stolicy landu Monachium, które jest dostępne S-Bahnem (linie S4 i S6), koleją regionalną ("Filzenexpress") i drogą B304. Ebersberg leży 28 km na południe od Erding, 32 km na północ od Rosenheimu, 20 km na zachód od Wasserburga, do którego można dojechać Filzenexpressem i B304 oraz 40 km od portu lotniczego Monachium.

## Wody
Ebersberg leży w zachodniej części doliny Ebrachtal, centrum jest powyżej doliny. Na północny zachód od centrum znajduje się jezioro Egglburger See, zasilające łańcuch stawów Ebersberger Weiherkette w północnej części miasta, które łączą się dalej z rzeką Ebrach.

## Sąsiednie gminy
Ebersberg sąsiaduje z gminami Bruck, Frauenneuharting, Grafing bei München, Hohenlinden, Kirchseeon i Steinhöring oraz nienależącymi do żadnej gminy obszarami wolnymi administracyjnie Ebersberger Forst i Eglhartinger Forst.

## Historia

### Do utworzenia gminy
Historia Ebersbergu związana jest ściśle z założonym w 934 r. przez hrabiów von Ebersberg klasztorem benedyktyńskim. Od XIV w. klasztor miał prawo do wykonywania jurysdykcji zwanej Klosterhofmark. W 1595 r. klasztor benedyktyński został zniesiony przez papieża Klemensa VIII, a zespół klasztorny został przekazany Jezuitom, a w 1773 r. Joannitom. W czasie ostatecznego rozwiązania klasztoru w 1808 r. budynki przeszły na własność państwa, a częściowo w ręce prywatne.

### Wiek XX

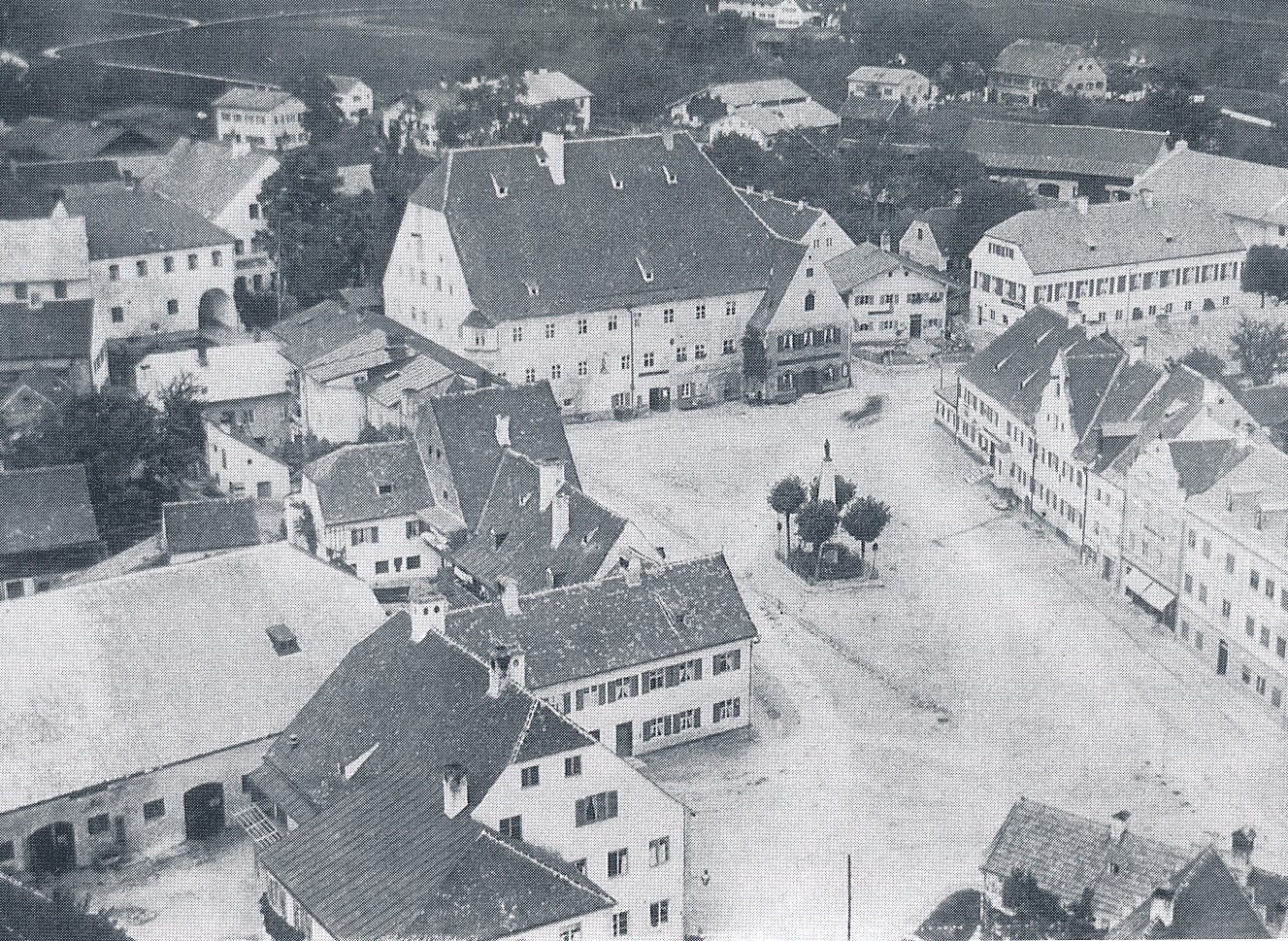
Marienplatz w Ebersbergu w 1900 r.

Po II wojnie światowej Ebersberg przeżył boom gospodarczy, wynikający z szybkiej odbudowy ze zniszczeń wojennych, a także dzięki pracy gastarbeiterów. Szybki rozwój w latach 50. XX w. był powodem podniesienia Ebersbergu dn. 12.06.1954 do rangi miasta. W 1972 r. został połączony z Monachium linią S-Bahnu.

### Przyłączenia gmin
1.01.1974 r. została przyłączona, dotychczas samodzielna, gmina. 1.05.1978 r. gmina Ebersberg uzyskała niewielką część rozwiązanej gminy Nettelkofen wraz z dziesięcioma mieszkańcami.

## Wyznania
W czasie spisu powszechnego w 2011 r. 14,2% obywateli podało wyznanie ewangelickie, 53,3% rzymsko–katolickie, a 32,4% określiło się jako bezwyznaniowi lub należący do innej wspólnoty religijnej.

## Demografia
Dane o ludności z 31 grudnia 2008:
| Opis                                | Ogółem | Ogółem | Kobiety | Kobiety | Mężczyźni | Mężczyźni |
| ----------------------------------- | ------ | ------ | ------- | ------- | --------- | --------- |
| Jednostka                           | osób   | %      | osób    | %       | osób      | %         |
| Populacja                           | 11 228 | 100    | 5754    | 51,25   | 5474      | 48,75     |
| Wiek przedprodukcyjny (0–17 lat)    | 2123   | 18,91  | 1030    | 9,17    | 1093      | 9,73      |
| Wiek produkcyjny (18–65 lat)        | 6965   | 62,03  | 3530    | 31,44   | 3435      | 30,59     |
| Wiek poprodukcyjny (powyżej 65 lat) | 2140   | 19,06  | 1194    | 10,63   | 946       | 8,43      |

## Polityka
Burmistrzem miasta jest Walter Brilmayer z CSU, rada miasta składa się z 24 osób.
|      | CSU | SPD | Zieloni | UWG | FW | Razem |
| 2008 | 11  | 5   | 4       | -   | 4  | 24    |
| 2002 | 12  | 6   | 2       | 4   | -  | 24    |

## Herb

Herb Ebersbergu

Blazonowanie: "Na złotym polu nad zielonym, potrójnym wzgórzem, wznoszącym się z lewej do prawej, kroczy w górę od prawej strony czarny dzik".

## Miasta partnerskie
- Yssingeaux, Francja (1997)

## Kultura i zabytki

### Warto zobaczyć

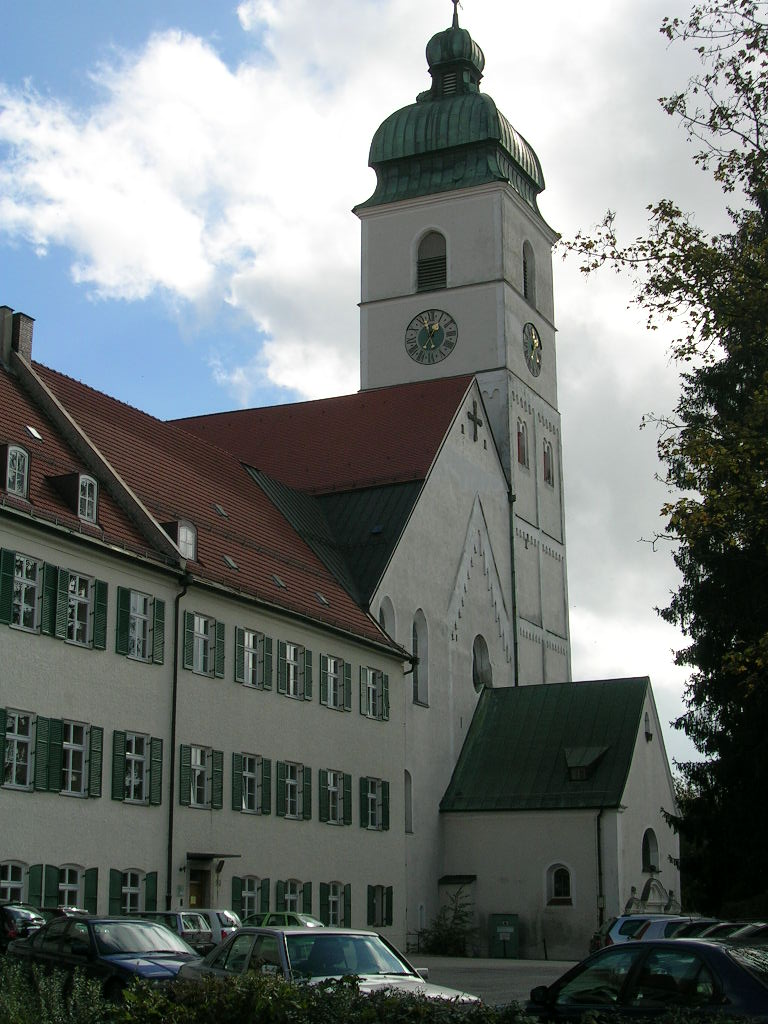
Dawny kościół klasztorny św. Sebastiana

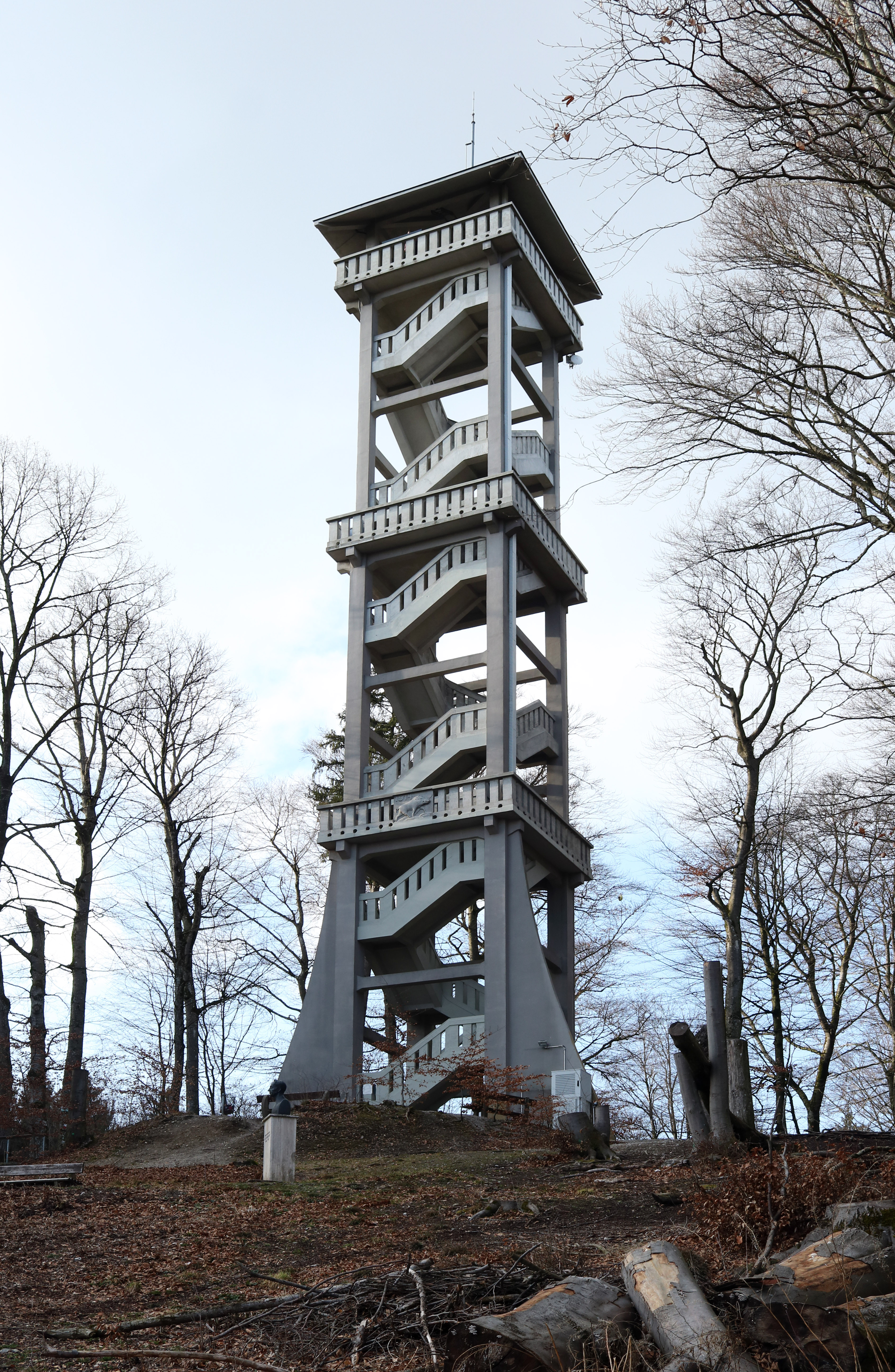
Wieża widokowa na wzgórzu Ludwigshöhe

- Kościół pielgrzymkowy św. Sebastiana: część zachodnia z 1230, korpus nawowy i chór pochodzą z XV w. W latach 1770–1783 został przebudowany w stylu rokokoym. Tumba fundatorów kościoła Ulricha von Ebersberg i jego żony Richardis von Kärnten z czerwonego, salzburskiego marmuru na wejściu do nawy środkowej pochodzi z 1500 r. Jego autorem był Wolfgang Leb. Warto zobaczyć również kaplicę św. Sebastiana z barokowymi stiukami, relikwiarz świętego Sebastiana w kształcie popiersia z 1450 r. W dużej wieży znajdują się stosunkowo niewielkie kuranty o sekwencji dźwięków: b° - d' - f' - g' - a'.
- Ratusz: dzisiejszy ratusz na Marienplatz znajduje się w miejscu dawnej karczmy klasztornej.
- Łańcuch stawów Ebersberger Weiherkette wraz z jeziorem Egglburger See jest ulubionym miejscem wycieczek.
- Las Ebersberger Forst z wieloma ścieżkami spacerowymi, szczególnie na terenie Parku Dzikich Zwierząt, (Wildpark Ebersberg).
- Muzeum Lasu i Środowiska (Museum Wald und Umwelt) na wzgórzu Ludwigshöhe wraz ze stacją badawczą[11].
- Na wzgórze Ludwigshöhe wiedzie Aleja Bohaterów (Heldenallee) upamiętniająca żołnierzy z Ebersbergu, którzy zginęli w czasie I wojny światowej.
- Wieża widokowa: Budowę obecnej wieży widokowej na wzgórzu Ludwigshöherozpoczęto w 1914 r. w miejscu, gdzie od 1873 r. drewniana konstrukcja. Do czasu przerwania robót budowlanych z powodu I wojny światowej, zbudowano dwie kondygnacje. W swojej dzisiejszej formie, wieża została otwarta 1.05.1915 r. Betonowa konstrukcja wykonana przez firmę Hochtief ma wysokość 35 m i była od czasu uruchomienia wielokrotnie konserwowana. Z wieży możemy obserwować las (Ebersberger Forst), miasta Ebersberg i Grafing, a przy dobrej pogodzie panoramę Alp. Od 2014 r. po wpłacie darowizny na fundusz kultury Zarządu Miasta Ebersberg, można oświetlić wieżę wybranym przez siebie kolorem od zmierzchu do północy[12].

### Kultura
Jedna z ulic w Ebersbergu (Valtortagasse) została nazwana na cześć pochodzącego z miasta kabaretu Gruppo di Valtorta. Główną instytucją kultury w mieście jest Alte Kino Ebersberg sponsorowane przez fundację, związaną z tym kabaretem, wyróżnionym Niemiecką Nagrodą Kabaretową (Deutscher Kleinkunstpreis).

### Sport
Ebersberg oferuje wiele możliwości dla miłośników sportu. Największym klubem z ponad 2300 członków jest TSV 1877 Ebersberg, który oprócz piłki nożnej, ręcznej czy gimnastyki, oferuje również taekwondo i badmintona.
Drużyna hokeja na lodzie EHC Klostersee, której nazwa pochodzi od ebersberskiego jeziora Klostersee, niedługo po utworzeniu przeniosła się do Grafing.

## Gospodarka i infrastruktura

### Przedsiębiorstwa
W Ebersbergu ma siedzibę regionalny oddział Aldi Süd.

### Komunikacja samochodowa
W Ebersbergu krzyżują się dwa główne ciągi komunikacyjne: przebiegająca na kierunku wschód–zachód (Monachium–Ebersberg–Wasserburg–Traunstein–Salzburg) droga krajowa B304 i mająca znaczenie regionalne na kierunku północ–południe (Erding–Markt Schwaben–Ebersberg–Rosenheim) droga St 2080.

### Kolej
Miasto leży na linii kolejowej Grafing–Wasserburg, nazywanej zwyczajowo Filzenexpress. Nazwa pochodzi od torfowisk wysokich, zwanych w miejscowej gwarze Filz, pokrywających dawniej dolinę Ebrach, wzdłuż której linia ta przebiega, przebiegającej na południe od centrum. Linia kolejowa do Grafing została uruchomiona w 1899 r., a jej końcowym punktem był. Jej przedłużenie do Wasserburga zostało uruchomione w 1903 r. W 1905 r. stacja Ebersberg była obsługiwana przez 3 pary pociągów. Oprócz dworca Ebersberg były dwa przystanki: Oberndorf koło Ebersbergu i Neuhausen na terenie miasta. Obecnie przystanki te nie funkcjonują i zostały rozebrane. Ponieważ w latach 60. XX w. zdecydowano, że bardzo popularna trasa Grafing–Ebersberg powinna być przyłączona sieci S-Bahn w Monachium, w 1969 r. dokonano jej elektryfikacji. S-Bahn w 1972 r. rozpoczęła kursowanie na trasie z Monachium przez Grafing do Ebersbergu i oferowała kursy co 40 minut. W 2000 r. dworzec został zmodernizowany. Wysokość peronów została podniesiona do 96 cm dla pociągów S–Bahn, a do 76 cm dla pociągów Regionalbahn. Obecnie istnieje jeden peron wyspowy z dwoma torami. Tor 1 jest ślepy i jest używany przez pociągi S-Bahn w kierunku Grafing. Tor 2 jest używany przez Filzenexpress i S-Bahn. Budynek dworca jest użytkowany do tej pory, znajduje się w nim punkt obsługi Deutsche Bahn i kiosk. W 2013 r. został dostosowany do potrzeb osób niepełnosprawnych.
Stacja Ebersberg jest obecnie obsługiwana w takcie 20/40 min. przez pociągi S–Bahn linii S4 i S6, które łączą Ebersberg z Grafing, Kirchseeon, Zorneding, Haar, Monachium, Fürstenfeldbruck, Buchenau, Grafrath i Geltendorf oraz z Planegg, Gauting, Starnberg i Tutzing. Oprócz tego tzw. Filzenexpress kursuje co godzinę między Wasserburgiem a Grafing. W godzinach szczytu pociągi te z Ebersbergu przez Grafing i München Ost kursują nawet do dworca głównego w Monachium.

### Komunikacja autobusowa
Miasto leży w strefie taryfowej MVV (Monachijskiego Stowarzyszenia Transportu i Taryf) i posiada oprócz dostępu do S–Bahnu i regionalnej, kolejowej sieci komunikacyjnej również bogatą sieć połączeń autobusowych. Na obszarze miejskim Ebersbergu kursuje 6 linii autobusowych i jedna linia „na żądanie”, tzw. Ruftaxi. Sześć z tych linii należy do MVV, a jedna RVO (Regionalverkehr Oberbayern) – górnobawarskiego przedsiębiorstwa komunikacyjnego.

## Znane osobistości

### Urodzeni w Ebersbergu
- Candid Huber (1747–1813), benedyktyn i twórca ebersberskiej ksyloteki
- Ignaz Perner (1796–1867), założyciel ruchu ochrony zwierząt
- Anna Riezler, z domu Beck (1798–1829), malarka
- Friedrich Beck (1806–1888), poeta i uczony
- Balthasar Ranner (1852–1920), członek Reichstagu II Rzeszy i poseł do parlamentu krajowego z Aßlkofen (gmina Ebersberg)
- Josef Brendle (1888–1954), malarz
- Pascalina Lehnert (właściwie Josephine Lehnert; 1894–1983), zakonnica, sekretarka papieża Piusa XII.
- Richard Koch (1916–1992), rolnik i polityk
- Manfred Bergmeister (1927–2019), kowal artystyczny
- Walter Zeller (1927–1995), zawodnik motocyklowy
- Johann Attenberger (1936–1968), zawodnik motocyklowy
- Ewald Schurer (1954–2017), polityk SPD
- Robert Papst (* 1960), gitarzysta, producent muzyczny i kompozytor, założyciel zespołu Dominoe
- Thomas Huber (* 1972), polityk CSU
- Dominik Quinlan (* 1988), hokeista
- Florian Niederlechner (* 1990), piłkarz
- Florentin Will (* 1991), komik i moderator
- Ralf Rinke (* 1993), hokeista

### Tu mieszkający lub działający
- Ulrich Moser (?–1297), od 1286 do śmierci opat klasztoru Ebersberg.
- Ernst von Gagern (1807–1865), wpływowy duchowny katolicki; w latach 30. XIX w. kapelan w Ebersbergu.
- Josef Wintrich (1891–1958), prawnik, był prezydentem Federalnego Trybunału Konstytucyjnego od 1954 do 1958. W 1981 przemianowano ebersberską Realschule na Dr.-Wintrich-Schule[21].
- Nikolaus Davis (1883–1967), grecki malarz rodzajowy i pejzażysta, spędził ostatnie lata życia w Ebersbergu
- Hellmuth Karasek (1934–2015), dziennikarz, pisarz, krytyk filmowy i literacki, profesor teatrologii, w 1959 r. ożenił się w Ebersbergu i mieszkał tu przez 9 miesięcy
- Horst Mahler (* 1936), adwokat, były lewacki terrorysta i obecny neonazista, mieszka w Ebersbergu.
- Sylvia Stolz (* 1963), była adwokatka, kojarzona z neonazizmem, mieszka w Ebersbergu.

### Honorowi obywatele Ebersbergu
- Martin Guggetzer (1872–1950), proboszcz katolicki, godność nadano mu w 1946 r.
- Manfred Bergmeister (1927–2019), kowal artystyczny i członek założyciel Akademie Handwerk München (Akademii Rzemiosła w Monachium), posiadacz Orderu Zasługi Republiki Federalnej Niemiec i Bawarskiego Orderu Zasługi, godność nadano mu w 1997 r.